# Акжигітов Азіс Харясович
Акжигітов Азіс Харясович (1 листопада - 3 січня 1944) — учасник Великої Вітчизняної війни, старший сержант, командир кулеметного відділення 21-го стрілецького полку 108-ї стрілецької дивізії 38-ї армії Воронезького фронту. Герой Радянського Союзу з 29.10.1943.

## Біографія
Народився 1 листопада 1917 року в селі Мочалейка (Пензенської області) у сім'ї селянина. За національністю Татарин. Член ВКП(б) із 1943 року. У рідному селі закінчив 4 класи. Працював у колгоспі — спочатку підпаском, а потім і на полі.
З 1934 року мешкав у місті Харкові. У 1937 році закінчив 7 класів школи робітничої молоді . Працював електромонтажником об'єднання «Харэнерго». Кілька разів був премійований за ударну працю.
Учасник Великої Вітчизняної війни із червня 1941 року. Учасник боїв на Брянському та Воронезькому фронтах. Наприкінці 1942 року був поранений. Кілька місяців лежав у шпиталі, а потім знову повернувся на Воронезький фронт.
Командир кулеметного відділення 21-го стрілецького полку (180-а стрілецька дивізія, 38-а армія, Воронезький фронт) кандидат у члени ВКП(б) старший сержант Азіс Акжигітов у жовтні 1943 року одним із перших переправився через Дніпро у районі села Лютіж (Вишгородський район Київської області). Відбиваючи безперервні атаки, його відділення знищило до роти піхоти супротивника.
Указом Президії Верховної Ради СРСР від 29 жовтня 1943 року за мужність і відвагу, виявлені під час форсування Дніпра та утриманні плацдарму на правому березі річки, старшому сержанту Азісу Харясовичу Акжигітову присвоєно звання Героя Радянського Союзу з врученням ордена Леніна і медалі «Золота Зірка».
Старшого сержанта А. Х. Акжигіта 3 січня 1944 року було тяжко поранено в бою за село Лосятин і доставлено в несвідомому стані в полковий медичний пункт, де від отриманих поранень помер того ж дня. Похований у селі Велика Вільшанка Обухівського району Київської області.

## Нагороди
- Медаль «Золота Зірка» Героя Радянського Союзу
- Орден Леніна

## Пам'ять
- На честь Героя Радянського Союзу О. Х. Акжигітова у місті Кам'янка Пензенської області встановлені стела та бюст .
- Ім'ям Героя названо школу у селі Мочалейка Кам'янського району Пензенської області.